# 城关镇 (郧西县)
城关镇，是中华人民共和国湖北省十堰市郧西县下辖的一个乡镇级行政单位。

## 行政区划
城关镇下辖以下地区：
下北隅村、上北隅村、红庙村、王家坪村、洪台村、乾兴寺村、四堰坪村、车家沟村、小河村、黄石梁村、激浪河村、吴家营村、石梯子村、芦次沟村、东方村、东营村、民联村、校场坡村、春桥村、佘家湾村、天河坪村、梅家台村、长岭沟村和安岭村。